# 張我繼
張我繼（16世紀—1608年），字伯子，北直隸廣平府邯鄲縣人，軍籍，明朝政治人物。

## 生平
張我繼是刑部尚書張國彥長子，戶部尚書張我續長兄，個性儉樸，讀書時如寒素，萬曆十年（1582年）壬午科順天鄉試舉人，三十五年（1607年）任湯陰知縣。湯陰距離邯鄲僅二百多里，物資都從家中取用，就任初年正值大雨，水漲連綿數十里，他多方賑濟才令民情有起色。政務以外與諸生講學，訴訟會令雙方折服，三十六年（1608年）在任內去世，人們都為他哭泣。
孫張濩中崇禎十三年進士，加贈祖父張我繼為文林郎。

## 引用
1. 1 2  民國《邯鄲縣志·卷十·人物志上》：張我繼，字伯子，尚書國彥長子也。性儉樸，窮年呫嗶如寒素，領萬厯壬午鄉薦，銓授湯陰令；湯陰距邯僅二百里許，資用悉取於家，蒞政初值大雨，水溢連數十里，漂民田廬，多方賑賚始有起色。政務少暇進諸生講業，訟者兩造務得其情，直既獲伸，屈亦輸服焉，卒於官，士民皆為涕泣。
2. ↑  《崇禎十三年庚辰科進士三代履歷》：張溥【濩】，曾祖國彥，嘉靖壬戌進士，太子太保刑部尚書，加贈光祿大夫；祖我繼，壬午亞魁，湯陰知縣，敕贈文林郎；父獻瑭，太學生。